# 永丰镇 (忠县)
永丰镇，是中华人民共和国重庆市忠县下辖的一个乡镇级行政单位。

## 行政区划
永丰镇下辖以下地区：
紫薇社区、东方村、太阳村、观桥村、石丰村、双丰村、凌云村、黎明村和团丰村。